# 미즈노 다다사다
미즈노 다다사다(일본어: 水野忠定, 1691년 ~ 1748년 7월 21일)는 에도 시대 중기의 다이묘이다. 아와 호조 번 초대 번주를 지냈다. 다다타카계 미즈노가(忠位系水野家) 제2대 당주.
친부는 구와나번주 마쓰다이라 사다시게이며 그의 9남으로 태어났다.
| 전임 미즈노 다다타카 | 제2대 시나노국·단바국·셋쓰국의 다이묘 (미즈노가) 1713년 ~ 1725년 | 후임 아와 호조 번으로 이봉 |

| 전임 막부령(야시로 다다타카) | 제1대 아와 호조 번 번주 (미즈노가) 1725년 ~ 1748년 | 후임 미즈노 다다치카 |